# Silvina García Larraburu
Silvina Marcela García Larraburu (San Carlos de Bariloche, Río Negro, 16 de enero de 1969) es una dirigente y política rionegrina, actualmente Senadora de la Nación Argentina por el Frente para la Victoria, en representación de la Provincia de Río Negro. Es Licenciada en Relaciones Públicas de la Universidad Argentina de la Empresa (UADE) y proviene de una familia con trayectoria militante.

## Biografía personal
Desde el año 1995, y hasta el 1999, trabajó en la administración pública como Directora de Relaciones Públicas de la Municipalidad de San Carlos de Bariloche. Con la llegada de Néstor Kirchner a la Presidencia fue elegida Concejal del Municipio de San Carlos de Bariloche por el Partido Justicialista, periodo 2003–2007. El reconocimiento de su comunidad la llevó a encabezar la lista por Representación Poblacional del FpV en las elecciones para legisladores provinciales de 2007, donde logró el 40,39% de los votos. 
Gracias al trabajo desarrollado durante 4 años en la Legislatura de la provincia de Río Negro, encabezó la lista del FpV, pero esta vez como Diputada Nacional. En esta oportunidad obtuvo el 63,81% de los votos en Río Negro y particularmente en San Carlos de Bariloche, su ciudad natal, obtuvo un histórico 69%. Tras una nueva victoria  obtuvo un nuevo triunfo por el que hoy, se desempeña como Senadora por Río Negro en la Honorable Cámara de Senadores.
Cargos electivos:
-  Senadora Nacional por la provincia de Río Negro. Frente para Victoria -PJ (Actualidad).
-  Diputada Nacional por la provincia de Río Negro. Frente para Victoria-PJ (2011-2013).
-  Legisladora Provincial de Río Negro. Bloque Justicialista (2007-2011).
-  Concejal del Departamento Deliberante de la Municipalidad de S. C. de Bariloche. Partido Justicialista (2003 – 2007).
Estudios cursados
- Universitarios: Licenciatura en Relaciones Públicas – (UADE) – Egresada con Diploma de Honor (1991). Ciudad de Buenos Aires.
- Secundarios: Colegio Comercial N° 10. San Carlos de Bariloche.
- Primarios: Escuela N° 16 “Francisco Pascasio Moreno”. San Carlos de Bariloche
Talleres y seminarios de perfeccionamiento
-  I Encuentro Rioplatense de Estudiantes de Relaciones Públicas.
-  I Congreso Internacional de Relaciones Públicas, Ceremonial y Expo Comunica.
-  Seminario “La gerencia y el marketing en el siglo XXI. El poder del prestigio y la imagen corporativa”.
Antecedentes laborales
- Asistente de la Gerencia del Área Espacial, Empresa INVAP (2000-2003). 
- Directora de Relaciones Públicas de la Municipalidad de S. C. de Bariloche (1995-1999). 
- Coordinadora de actividades en la IV CUMBRE IBEROAMERICANA DE JEFES DE ESTADO (Octubre 1995). 
- Asistente de la Gerencia Administrativa Empresa CARTOCEL S.A. (1994). 
- Organización del IV CONGRESO IBEROAMERICANO DE INFORMÁTICA Y DERECHO (1994). 
- Coordinación de actividades desarrolladas por NASA – INVAP – CONAE –
IMPEC con motivo del lanzamiento del satélite argentino SAC-B 
(1993-1994). 
- Representación de la ciudad de Bariloche, como Reina Nacional de la Nieve (1986-1987), en: Fiesta Nacional de la Vendimia (Mendoza), de la Flor (Escobar), de la Manzana (Gral. Roca), del Cordero (Puerto Madryn), del Golfo Azul (San Antonio Oeste) y Fiesta Provincial del Inmigrante (Viedma).

## Elecciones Legislativas Provinciales de Río Negro 2007
En el Año 2007, Silvina García Larraburu fue elegida durante su candidatura como Legisladora Provincial de la Provincia de Río Negro donde encabezó la lista de legisladores por Representación Poblacional del FpV. El resultado electoral fue con el 40,39% de los Votos.
Además se desarrollaba la elección a Gobernador de Río Negro, donde se consagró re-electo Miguel Saiz por el Partido Radical y en segundo lugar lo obtuvo el Senador Nacional Miguel Pichetto por el Frente para la Victoria
| Partido                           | Primer candidato a Legislador     | Provinciales | Provinciales |
| Partido                           | Primer candidato a Legislador     | Votos        | %            |
| --------------------------------- | --------------------------------- | ------------ | ------------ |
| Frente para la Victoria           | García Larraburu, Silvina Marcela | 105.822      | 40,39%       |
| AL. CONCERTACION P/ EL DESARROLLO | Meana García, Maria Nelly         | 92.410       | 35,27%       |
| Partido Provincial Rionegrino     | Lueiro, Claudio Juan Javier       | 29.200       | 11,14%       |
| Coalición Cívica ARI              | Odarda, María Magdalena           | 17.714       | 6,76%        |
|                                   |                                   |              |              |
| Votos positivos                   | Votos positivos                   | 262.026      | 93,70%       |
|                                   |                                   |              |              |
| Votos en blanco                   | Votos en blanco                   | 11.411       | 4,08%        |
| Votos nulos                       | Votos nulos                       | 6.212        | 2,22%        |
|                                   |                                   |              |              |
| Total votantes (%)                | Total votantes (%)                | 279.649      | 72,04%       |
| Electores habilitados             | Electores habilitados             | 388.168      |              |

## Elecciones Legislativas Nacionales 2011
En el año 2011 Silvina García Larraburu se consagró diputada nacional por la provincia de Río Negro con el 63,81% de los votos en las Elecciones legislativas de Argentina de 2011, que se llevaron a cabo el domingo 23 de octubre de dicho año, junto a las elecciones presidenciales —según lo establecido en la Constitución de la Nación Argentina y las leyes electorales— en las que fue re-electa la presidenta de la Nación Cristina Fernández de Kirchner.Desde joven participó en el debate público dentro de justicialismo.
| Partido                       | Primer candidato a diputado       | Generales | Generales |
| Partido                       | Primer candidato a diputado       | Votos     | %         |
| ----------------------------- | --------------------------------- | --------- | --------- |
| Frente para la Victoria       | García Larraburu, Silvina Marcela | 171.963   | 63,81%    |
| Unión Cívica Radical          | Accatino, Juan Manuel             | 44.227    | 16,41%    |
| Partido Socialista            | Calvo, Helmer Sandro              | 18.644    | 6,92%     |
| Coalición Cívica ARI          | Rodríguez Duch, Darío Raúl        | 15.011    | 5,57%     |
| Partido Provincial Rionegrino | Vélez, Ricardo Alverto            | 10.535    | 3,91%     |
| Partido Obrero                | Quintillan, Amalia                | 9.110     | 3,38%     |
|                               |                                   |           |           |
| Votos positivos               | Votos positivos                   | 275.488   | %         |
|                               |                                   |           |           |
| Votos en blanco               | Votos en blanco                   | 58.801    | %         |
| Votos nulos                   | Votos nulos                       | 6.014     | %         |
|                               |                                   |           |           |
| Total votantes (%)            | Total votantes (%)                | 340.303   | 77,32%    |
| Electores habilitados         | Electores habilitados             | 440.100   |           |